# Nectria epicallopisma
Nectria epicallopisma är en svampart som först beskrevs av Arnaud, och fick sitt nu gällande namn av Sacc. & D. Sacc. 1905. Nectria epicallopisma ingår i släktet Nectria och familjen Nectriaceae.   Inga underarter finns listade i Catalogue of Life.